# 聖維克多的理查德
聖維克多的理查德（Richard de Saint Victor，1123年—1175年），蘇格蘭經院哲學家。

## 生平
是雨果的學生，他的思想結合了神秘神學與辯証神學的元素。他認為「存在的力量」是上帝的「第一存在」。認為感覺、想像、推理、沉思、洞察、狂迷是人與上帝關係的階段。

## 著作
- 《論三位一體》
- 《靈魂玄思之先導》
- 《玄思的恩曲》